# Johannes de Doperkerk (Meddo)
De Johannes de Doperkerk is een voormalige rooms-katholieke kerk in de Nederlandse plaats Meddo. De kerk is in de jaren 1863-1864 gebouwd en in december 1864 ingezegend door de deken van Groenlo, waarbij Johannes de Doper als patroonheilige werd aangenomen. Vanaf 1850 waren al pogingen ondernomen om in Meddo een kerk te stichten. In 1863 kreeg de gemeenschap van het ministerie van Eredienst, dat onderdeel uitmaakte van het ministerie van Buitenlandse zaken, de goedkeuring tot bouw van een kerk. Een pastorie ontbrak nog, waardoor de kerk viel onder de Winterswijkse parochie. De wens was er om een eigen parochie te stichten, waarvoor in 1888, na overplaatsing van een pastoor uit Winterswijk, goedkeuring kwam. De pastorie was in 1898 gereed en Johannes Alphonsus Prenger werd aangesteld als eerste pastoor voor de Meddose parochie. De kerk leidt ertoe dat Meddo van buurtschap transformeert tot een plaats met een duidelijke kern.
De ingang is verwerkt in de kerktoren, waarin enkele grote verticale raampartijen zijn verwerkt. De toren is afgewerkt met een torenspits. De kerk is een zaalkerk en is aangewezen als gemeentelijk monument. 
In september 2022 werd de kerk aan de eredienst onttrokken. De kerk is vervolgens omgevormd tot een multifunctionele plaats voor de dorpsgemeenschap. Daarbij zijn de  meeste rooms-katholieke elementen, zoals schilderijen, beelden en het altaar, zijn uit de kerk verdwenen. Een kruis, het doopvont en een Mariabeeld zijn gebleven.